# اندی کافمن
اندرو جفری "اندی" کافمن (به انگلیسی: Andrew Geoffrey "Andy" Kaufman ) (زاده ۱۷ ژانویه ۱۹۴۹ در نیویورک سیتی - درگذشته ۱۶ می ۱۹۸۴ در لس‌آنجلس)، کمدین ایستاده، بازی‌گر و هنرمند اجراکننده آمریکایی بود.
او در طول سال‌های فعالیتش در تلویزیون آمریکا و در کلوب‌های شبانه توانست شخصیت‌های بسیاری از جمله «مرد خارجی» ، «لاتکا» و «تونی کلیفتن» را خلق کند.
مرگ او به علت سرطان ریه بود.اگر چه در تاریخ اجراهای تلویزیونی به نام کافن به عنوان یک کمدین نگریسته می‌شود، اما او خود را یک کمدین نمی‌دانست و خود را با نام «مرد رقص و آواز» لقب داده بود.
میلوش فورمن، در سال ۱۹۹۹ فیلمی بر اساس زندگی او به نام مرد روی ماه ساخت که در آن جیم کری نقش کافمن را بازی کرد.